# ديريك فيل
ديريك فيل (بالإنجليزية: Derek Fell)‏ هو مصور وكاتب ومؤلف بريطاني، ولد في 28 سبتمبر 1939.